# Jennifer Gareis
Jennifer Lynne Gareis (Lancaster, 1º agosto 1970) è un'attrice statunitense.

## Biografia e carriera
È famosa - anche in Italia - soprattutto per il ruolo di Donna Logan nella soap opera statunitense Beautiful (The Bold and the Beautiful), ruolo che ricopre dal 2006. In precedenza aveva recitato in Febbre d'amore (The Young and the Restless), dove ha interpretato il ruolo di Grace Turner.
Nel 1996 è stata scelta da Barbra Streisand per una piccola parte nel film L'amore ha due facce. Quello è stato l'inizio di numerose partecipazioni cinematografiche, in film come Il sesto giorno (2000), con Arnold Schwarzenegger, Boat Trip (2003), con Cuba Gooding Jr. e molti altri. Ha recitato con attori come Luke Perry, Sandra Bullock e altre celebrità.
Prima di iniziare la carriera di attrice, ha partecipato a Miss America nel 1994.
La sua bisnonna Sebastiana Tringali è nata in Italia, ed esattamente a Militello in Val di Catania e per questo motivo,  il giorno 8 maggio 2009, Jennifer Gareis ha ricevuto la cittadinanza onoraria assieme ad altre due italo-americane, la mamma Dolores Ann Gareis e Rebecca Ann Gareis-Bent, imprenditrice nel settore agroalimentare e autrice di libri d'arte culinaria.
Nel 2004 recita una piccola parte nel telefilm Veronica Mars.

## Filmografia

### Cinema
- L'amore ha due facce (The Mirror Has Two Faces), regia di Barbra Streisand (1996)
- Private parts (1997)
- Per troppo amore (1997)
- Il sesto giorno (The 6th Day), regia di Roger Spottiswoode (2000)
- Luchytown (2000)
- Miss Detective (2000)
- Spy Kids (2001)
- Air Strike (2002)
- Boat Trip, regia di Mort Nathan (2002)
- The Mask 2 (2005)
- La ciabatta d'oro (2010)
- Amore e altri rimedi (2010)
- Red 2 (2012-2013)

### Televisione
- Febbre d'amore – serial TV, 239 episodi (1997-2004, 2014)
- Friends – serie TV, 2 episodi (1998)
- Halloweentown - Streghe si nasce (Halloweentown), regia di Duwayne Dunham – film TV (1998)
- Un detective in corsia (2001)
- Hunter Love (2003-2007)
- Veronica Mars – serie TV, 2 episodi (2005)
- Big Brother (serie) (2005-2006)
- Beautiful – soap opera (2006-in corso)
- Uno sconosciuto alla mia porta (Point of Entry), regia di Stephen Bridgewater – film TV (2008)
- The Vampire Diaries – serie TV, 1 episodio
- Amici di letto (serie televisiva)– serie TV (2011-2013)
- Smallville – serie  TV, 7 episodi (2011)
- Aiutami Hope! – serie  TV, 5 episodi (2013)

## Doppiatrici italiane
- Claudia Balboni in Beautiful